# Regione di Coquimbo
La regione di Coquimbo anche chiamata IV Región è una regione del Cile centro-settentrionale.

## Geografia antropica

### Suddivisioni amministrative
| Provincia | Capoluogo | Comune          |
| --------- | --------- | --------------- |
| Choapa    | Illapel   | 1 Canela        |
| Choapa    | Illapel   | 2 Illapel       |
| Choapa    | Illapel   | 3 Los Vilos     |
| Choapa    | Illapel   | 4 Salamanca     |
| Elqui     | Coquimbo  | 5 Andacollo     |
| Elqui     | Coquimbo  | 6 Coquimbo      |
| Elqui     | Coquimbo  | 7 La Higuera    |
| Elqui     | Coquimbo  | 8 La Serena     |
| Elqui     | Coquimbo  | 9 Paihuano      |
| Elqui     | Coquimbo  | 10 Vicuña       |
| Limarí    | Ovalle    | 11 Combarbalá   |
| Limarí    | Ovalle    | 12 Monte Patria |
| Limarí    | Ovalle    | 13 Ovalle       |
| Limarí    | Ovalle    | 14 Punitaqui    |
| Limarí    | Ovalle    | 15 Río Hurtado  |